# 台中県
台中県（たいちゅうけん）は、台湾省の中西部に存在した県。2010年12月25日に台中市と合併して直轄市としての台中市となり消滅した。

## 行政区画
台中県廃止の段階での下部行政区画は下記の通り
| 区分 | 数 | 名称 |
| ---- | -- | --- |
| 市   | 3  | 豊原市 \| 大里市 \| 太平市 |
| 鎮   | 4  | 東勢鎮 \| 大甲鎮 \| 清水鎮 \| 沙鹿鎮 \| 梧棲鎮                                                                                 |
| 郷   | 13 | 后里郷 \| 神岡郷 \| 潭子郷 \| 大雅郷 \| 新社郷 \| 石岡郷 \| 外埔郷 \| 大安郷 \| 烏日郷 \| 大肚郷 \| 龍井郷 \| 霧峰郷 \| 和平郷 |

## 交通

### 高速道路
- 中山高速公路 （国道1号）
- フォルモサ高速公路 （国道3号）
- 台中環線 （国道4号）

### 鉄道
- 台鉄台中線
- 台鉄海岸線
- 台鉄成追線

### 高速鉄道
- 台湾高速鉄道台中駅

### 港湾
- 台中港

### 空港
- 台中空港 （清泉崗空港）

## 教育

### 大学
- 東海大学
- 逢甲大学
- 国立中興大学

- 中台科技大学
- 静宜大学
- 亜洲大学

- 国立勤益科技大学
- 朝陽科技大学
- 弘光科技大学

### 技術学院
- 修平技術学院

高級中学、高級職校以下の教育機関は下部行政組織を参照の事

## 観光地
- 921地震教育園区
- 月眉育樂世界

## 特産品
- イネ
- サツマイモ
- 柑橘類